# Курьянки
Курьянки (укр. Кур'янки) — село в Белогорской поселковой общине Шепетовского района Хмельницкой области Украины.
В 1867 году на средства прихожан в селе построена Церковь во имя святого апостола и евангелиста Иоанна Богослова. Церковь была деревянная, с колокольней.
Население по переписи 2001 года составляло 210 человек. Почтовый индекс — 30215. Телефонный код — 3841. Занимает площадь 0,066 км². Код КОАТУУ — 6820385001.
До июля 2020 года село находилось в составе Белогорского района.
В июне 2020 года Курьянки вошли в состав новой территориальной общины — Белогорской поселковой общины. 
17 июля 2020 года, в результате административно-территориальной реформы и ликвидации Белогорского района, село вошло в состав укрупнённого Шепетовского района.
Население - 140 человек.

## Местный совет (до 2020 года)
30215, Хмельницкая обл., Белогорский р-н, с. Курьянки, ул. Десятинская, 28